# Tiger Electronics
Tiger Electronics est un fabricant de jouets américain fondé en 1978, connu notamment pour ses jeux électroniques, la console portable Game.com et ses animaux de compagnie virtuels, tel le Furby. Hasbro acquiert Tiger Electronics en 1998.

## Historique
La compagnie a été fondée en 1978 par Randy O. Rissman (diplômé de la Harvard Business School et de l'University of Michigan, il est chief executive officer de la société) et Roger Shiffman et débute en vendant des produits rudimentaires comme des phonographes. Par la suite elle commence le développement de jeux éducatifs et de jeux électroniques basés entre autres sur les licences RoboCop, Terminator,spider man ou harry potter .

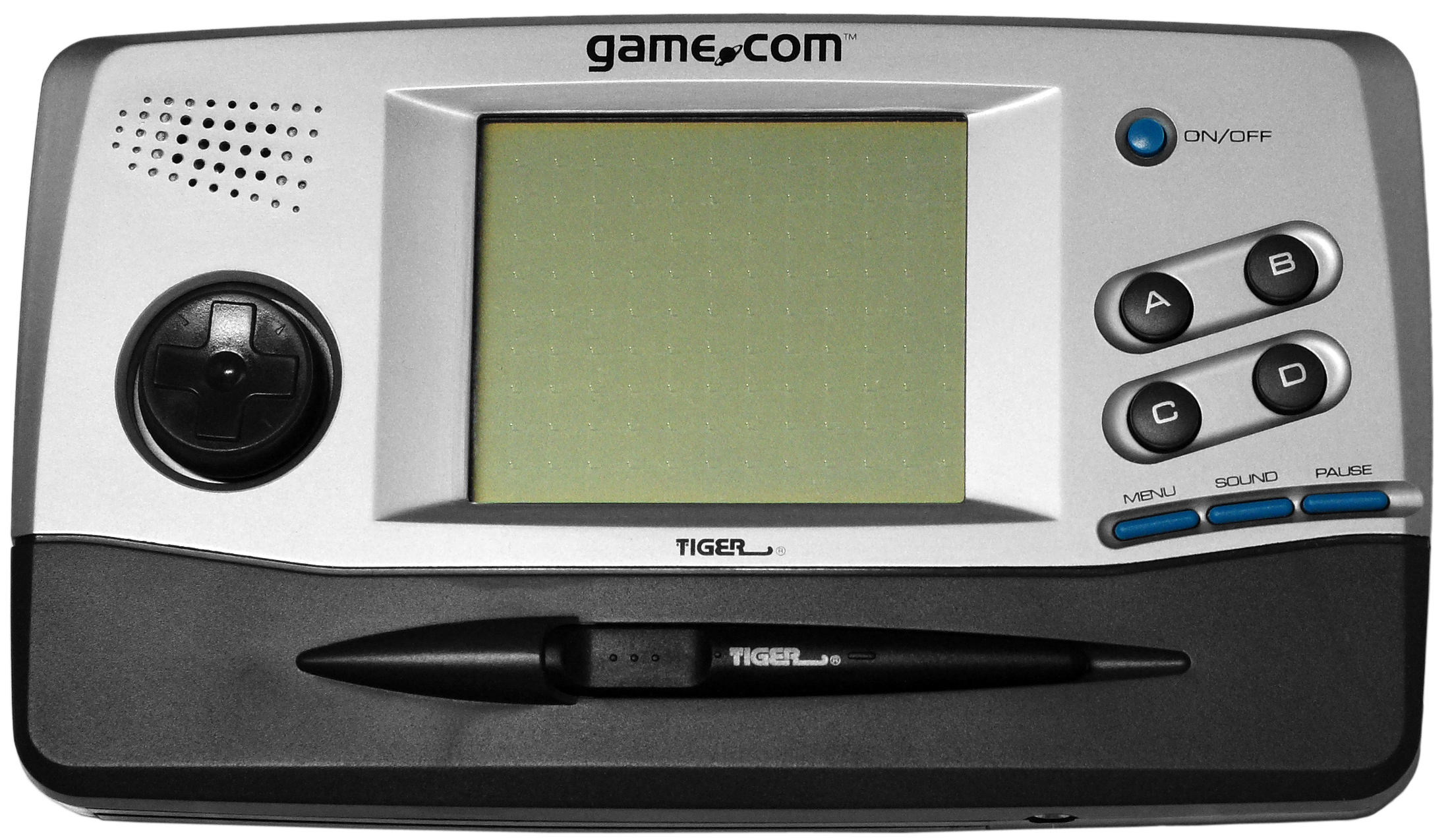
La Game.com, console portable lancée en 1997.

Le 9 février 1998, Hasbro annonce l'achat de Tiger Electronics, éditeur de jeux électroniques portables et animaux virtuels, pour 335 millions d'USD,,.